# Syzygium guehoi
Syzygium guehoi är en myrtenväxtart som beskrevs av Jean Marie Bosser och Florens. Syzygium guehoi ingår i släktet Syzygium och familjen myrtenväxter. IUCN kategoriserar arten globalt som akut hotad.
Artens utbredningsområde är Mauritius. Inga underarter finns listade i Catalogue of Life.